# Indaletius von Urci
Indaletius von Urci (auch Indalecius, Indalecio und Andalexio) war einer von sieben Bischöfen und Missionaren, die im 1. Jahrhundert  von den Aposteln Petrus und Paulus nach Spanien gesandt worden sein sollen, um dort Heiden zu christianisieren. Bereits die frühchristliche Literatur stellt Indaletius als Novize und Schüler der vorgenannten Apostel hin. Der Legende nach gründete Indaletius die Diözese von Almeria und starb als Märtyrer.

## Name und Herkunft
Der Name Indaletius ist seit vorchristlicher Zeit überliefert und lateinischen Ursprungs. Indalecio ist die spanische und galizische Form und Andalexio ist altgriechisch. Es ist unbekannt, auf welche Sprache und Namensform „Indaletius“ zurückgeht, vermutet wird einer der iberischen Dialekte. Die ursprüngliche Bedeutung des Namens ist verloren gegangen. Die spanische Namensform ist zwar etwas bekannter, wird aber bis in die heutige Zeit nur äußerst selten vergeben. Ein prominenter Namensträger von „Indalecio“ ist der ehemalige Politiker und Präsident der Spanischen Sozialistischen Partei (PSOE), Indalecio Prieto Tuero. Weiterer prominenter Namensträger ist der ehemalige kolumbianische Diplomat Indalecio Liévano Aguirre.

## Hintergrund
Die Überlieferung zu den „Sieben Apostolischen Männern“ („siete varones apostólicos“) nennt, neben Indaletius, auch Torquatus von Acci (heute: Guadix), Ctesiphon von Vergium (heute: Berja), Secundus von Abula (heute: Abla), Caecilius von Illiberis (heute: Granada), Hesychius von Carteia (heute: Cazorla) und Euphrasius von Illiturgum (heute: Andújar) als Missionare. Ihr Auftrag war es, die heidnische Bevölkerung von Spanien und Andalusien (heutiges Portugal) zu bekehren. Die älteste Überlieferung entstammt dem Martyrologium von Lyon aus dem Jahr 806, das sich wiederum auf eine Quelle aus dem 5. Jahrhundert beruft. Abschriften aus dem 10. Jahrhundert zufolge sollen die sieben Männer in Cádiz an Land gegangen sein, wo sie von der einheimischen Bevölkerung verfolgt, aber auf wundersame Weise durch einen Brückeneinsturz errettet worden sein sollen. Nach diesem Wunder trennte sich die Gruppe von sieben Missionaren und Indaletius ging nach Urci (heutiges Pechina), um dort eine eigene Diözese zu gründen.
Das Geschichtswerk Crónica de San Juan de la Peña des gleichnamigen Klosters aus dem Jahr 1370 erwähnt Indaletius als „ersten Bischof von Urci“ (span. Urgi) und fügt hinzu, dass Indaletius' Nachfolger, Jakobus von Urci, dessen eigener Novize und Schüler gewesen sei. Das Schriftwerk Crónica de Aragon des spanischen Historikers Lucio Marineo Siculo (ca. 1444–1533) aus dem Jahr 1524 überliefert, dass Indaletius' Relikte im März des Jahres 1084 im Auftrag von König Sancho Ramírez I. von Aragon aus Almeria in das Kloster San Juan de la Peña verbracht wurden, kurz nachdem Almeria aus muslimischer Herrschaft durch christliche Armeen befreit worden war. Der Empfang der Reliquie des heiligen Indalecio wurde von der Gemeinde Peña am 28. März, an einem Gründonnerstag, gebührend gefeiert. Die Begehung wurde vom Schreiber des Abts des Klosters von Peña in dessen Werk Seria translitionis corporis sanctii Indalecii (dt. „Abfolge der Überführung des Leichnams des Heiligen Indalecius“) festgehalten. Die katalanische, lateinische und aragonesische Version des Crónica de San Juan de la Peña stimmen in der Nachricht von der Überführung der Reliquie mit der untersuchten Geschichte überein. Allerdings berichten sie, dass aus Urci zwei Leichname überführt worden seien: jener des heiligen Indaletius und jener des heiligen Jakobus, seines bischöflichen Nachfolgers. Gegen die Überführung der Gebeine sollen sich die Klostervorstände der Gemeinden Sevilla und Urci gewehrt haben. Nach deren Schriften wurde Indaletius mindestens seit dem 3. Jahrhundert verehrt. Heute ruhen die mutmaßlichen Relikte des Heiligen in der Kathedrale von Jaca.

## Historizität
Die Existenz der „Sieben Bischöfe“ – inklusive Indaletius – wird von Historikern skeptisch hinterfragt, weil ihre Namen erst in deutlich späteren Quellen als zu ihren (vorgeblichen) Lebzeiten erscheinen. Auch archäologisch sind sie nicht sicher nachgewiesen. Zudem widersprechen sich die Angaben zu Indaletius’ Biografie und dessen Wirken. Auch ist weder historisch noch archäologisch gesichert, dass Jakobus von Urci ein Novize und Schüler von Indaletius war. Einzig die sehr lange und anhaltende Verehrung des Indaletius, dessen Reliquienpflege und gleichbleibende Überlieferung vermitteln ein wenig Gewissheit um seine Existenz. Papst Johannes Paul II. wies bei einem Spanienbesuch im Jahr 1982 explizit auf die sieben Bischöfe als Missionare Spaniens hin und würdigte auch Indaletius’ Wirken als Missionar und dessen Rolle als Märtyrer.

## Gedenktag
Des heiligen Indaletius wird am 9. April (Tag der Überführung seiner Gebeine) und am 15. Mai (sein Todestag) gedacht.